# Shannon Racing
Shannon Racing war die Bezeichnung mehrerer voneinander unabhängiger Motorsportteams, die 1996 in mehreren nationalen Formel-3-Meisterschaften sowie zu zwei Läufen der Europäischen Formel-3000-Meisterschaft antraten. Im Sommer des gleichen Jahres gab es außerdem den Versuch, den Formel-1-Rennstall Forti Corse zu einem Shannon-Team zu machen. Hinter Shannon stand das in Irland registrierte Unternehmen FinFirst, das Teil eines europaweit operierenden Betrugssystems war. Bis zum Spätsommer 1996 brachen alle Shannon-Teams zusammen.

## Strukturen und Hintergründe
Im März 1996 erschien Shannon Racing „aus dem Nichts“ mit einem breit angelegten Programm im Automobilrennsport in verschiedenen Ländern Europas.
Die Struktur von Shannon Racing war unübersichtlich; viele Dokumentationen nannten und nennen sie noch immer „mysteriös“. Den meisten Quellen zufolge war Shannon Racing in der irischen Hauptstadt Dublin registriert, nach anderen in der Ortschaft Shannon. Formal wird Shannon Racing als Tochter des ebenfalls in Irland registrierten, aber von Mailand aus operierenden Investmentunternehmens FinFirst beschrieben, das seinerseits in einer Beziehung zu der italienischen Holdinggesellschaft Fininvest von Silvio Berlusconi gestanden haben soll.
Tatsächlich war Shannon Racing nur eine Briefkastenfirma, die als Werbepartner weltweit neue Kunden für FinFirst anlocken sollte. Als zentrale Gestalt hinter FinFirst und Shannon wird der 1943 oder 1944 geborene Herrmann Bernhard Gartz angesehen, der bevorzugt unter dem Namen Ben Gartz auftrat und je nach Quelle entweder als Deutscher, als Deutsch-Pole oder Deutsch-Italiener beschrieben wird. Einer Reportage aus dem Jahr 2000 zufolge war Gartz seit den 1970er-Jahren regelmäßig im Bereich des Kapitalanlagebetrugs tätig und wurde dafür mindestens einmal zu einer langjährigen Haftstrafe verurteilt. Über FinFirst wickelte Gartz betrügerische Wertdifferenzgeschäfte in Form von Grundschuldtrading ab und verursachte dabei Schäden mutmaßlich in Milliardenhöhe. In Deutschland wurde seit 1993 gegen Gartz erneut ermittelt, in Österreich und Frankreich lagen 1996 Haftbefehle gegen ihn vor. Der Journalist Gero Gemballa fand im Jahr 2000 bei Recherchen zu Gartz Hinweise auf eine Verbindung zur organisierten Kriminalität. Einige Quellen sehen Gartz außerdem als Kontaktperson der „russischen Mafia“. 2001 wurde vor dem Landgericht München II ein Strafverfahren wegen Betrugs gegen Gartz geführt. Zu Gartz’ weiterem Verbleib gibt es keine gesicherten Erkenntnisse. Ein italienischer Zeitzeuge, der für den Rennstall Minardi Kontakt zu FinFirst gehabt hatte, vermutete, Gartz sei in einem Feuergefecht mit Männern der russischen Mafia getötet worden.

## Motorsportengagement
Das Erscheinen von Shannon Racing im Motorsport war überraschend. Der Name und die Organisation waren bis dahin gänzlich unbekannt. Zunächst fiel die ungewöhnliche Breite des Engagements auf: In der ersten Jahreshälfte 1996 hatte Shannon Beziehungen zu Teams in vier nationalen Formel-3-Meisterschaften und warb dabei auf bis zu 13 Rennwagen. Es entstand der Eindruck, Shannon verfüge über außerordentlich hohe Mittel. Im Frühjahr erfolgte dann der Einstieg in die Formel-3000-Europameisterschaft. Die Fahrzeuge aller Teams waren weiß und grün lackiert. Zu dieser Zeit verlautbarte Shannon, ab 1998 mit einem eigenen Team in der Formel-1-Weltmeisterschaft anzutreten. Im Frühsommer übernahm Shannon überraschend die Anteilsmehrheit am in wirtschaftlichen Schwierigkeiten befindlichen Formel-1-Team Forti Corse, das daraufhin ebenfalls in Shannon-Farben antrat.

### Formel 3
Von März 1996 bis September 1996 war jeweils mindestens ein Team mit der Bezeichnung Shannon Racing in der deutschen, österreichischen, französischen und italienischen Formel-3-Meisterschaft aktiv; teilweise trat Shannon auch mit mehreren Teams in einer Serie in Erscheinung. Einer zeitgenössischen Pressenotiz zufolge konnte man „den Eindruck gewinnen, als gehöre die gesamte Formel 3 Europas mittlerweile zu Shannon.“ In der deutschen Serie fuhr das Team Hofmann Motorsport von Herbert Hofmann unter der Meldebezeichnung Shannon Racing; zeitweise war Shannon außerdem mit GM Motorsport verbunden.  Für Hofmann fuhr Dirk Müller, der im Mai 1996 den ersten Lauf des Eifelrennens auf dem Nürburgring gewann. In Italien erschien Shannon Racing bei dem etablierten Team RC Motorsport.
Angesichts des bevorstehenden Zusammenbruchs von Forti Corse in der Formel 1 stellte Shannon Ende Juli 1996 die Zahlungen an alle Formel-3-Teams ein. Bis zum September 1996 gaben sie alle den Rennbetrieb auf.

### Formel 3000
Zum ersten Auftritt Shannons in einer internationalen Serie kam es 1996 im Rahmen der Formel-3000-Europameisterschaft. Shannon erwarb zu Beginn des Jahres 1996 die Anteilsmehrheit an dem bei Magny-Cours ansässigen französischen Rennstall Danielson Engineering, der seit einem Jahrzehnt im Rallyesport, in der Formel 3 und ab 1994 auch in der Formel 3000 engagiert war. Shannon kündigte ein großes Budget an und meldete unter der Bezeichnung Shannon Racing zwei Lola-Rennwagen für Tom Kristensen und Luca Rangoni. Die Autos fuhren mit italienischer Lizenz.
Zum Saisonauftakt am 11. Mai 1996 auf dem Nürburgring trat nur Kristensen an; er beendete das Rennen auf Rang vier. Beim anschließenden Meisterschaftslauf in Pau erzielte Kristensen die Pole-Position und fuhr die schnellste Rennrunde; fiel aber vor Rennende aus. In Pau war auch Rangoni am Start. Er kam als Sechster ins Ziel. Danach stellte Shannon den Betrieb des Formel-3000-Teams ein und ließ das Team liquidieren, um sich anschließend auf die Formel 1 zu konzentrieren.

### Formel 1
Im Frühjahr 1996 griff Shannon schließlich in die Formel 1 ein. In der zweiten Mai-Hälfte versuchte Shannon zunächst, eine Beziehung zum finanziell angeschlagenen Team Minardi aus Faenza aufzubauen, wobei Shannon sich als potentieller Sponsor vorstellte und die Möglichkeit eines Zugriffs auf exklusive Mugen-Motoren in Aussicht stellte. Eine Verbindung zu Minardi kam letztlich nicht zustande. Anlässlich des Großen Preises von Spanien erschien stattdessen das Team Forti Corse aus Alessandria in den Shannon-Farben.

Forti FG03 (1996) in den Farben von Shannon Racing

Guido Fortis Team Forti Corse war nach einem Jahrzehnt der Formel-3000-Engagements 1995 in die Formel 1 aufgestiegen und war, nachdem der Fahrer und maßgebliche Geldgeber Pedro Diniz den Rennstall wegen anhaltender Erfolglosigkeit zum Saisonende verlassen hatte, in erhebliche wirtschaftliche Schwierigkeiten und nach Einführung einer Qualifikation nach der sogenannten 107-Prozent-Regel auch sportlich in Bedrängnis geraten. Forti hatte im Frühjahr 1996 hohe Schulden bei Lieferanten angehäuft, darunter bei Belco Avia, dem Hersteller seiner Kunststoffmonocoques, und beim Motorenlieferanten Cosworth, und nach dem Großen Preis von Monaco Anfang Mai 1996 begannen Spekulationen über eine bevorstehende Insolvenz des Teams.
Die meisten Quellen gehen davon aus, dass Aaron Colombo, der Inhaber von Belco Avia, in dieser Zeit die Verbindung von Forti und Shannon Racing vermittelte, weil er hoffte, auf diesem Weg die ausstehenden Gelder für Fortis Aufträge zu erhalten. Am 30. Juni 1996 wurde der Vertrag zwischen Forti und Shannon Racing unterzeichnet, der unter anderem den Übergang von 51 Prozent der Teamanteile auf Shannon regelte. In der folgenden Woche erfüllte Shannon die fällige Kaufpreisforderung nicht. Forti konnte daraufhin seine Lieferanten weiterhin nicht bezahlen, sodass Cosworth die Bereitstellung von Motoren für den Großen Preis von Großbritannien zunächst ganz ablehnte, bevor Forti letztlich zwei nicht gewartete Motoren erhielt, mit denen ein paar Alibirunden im Qualifikationstraining zurückgelegt werden konnten. Beim anschließenden Rennen in Deutschland hatte Shannon noch immer nicht gezahlt; Forti erhielt hier keine Motoren mehr und konnte am Training nicht teilnehmen. Danach trat Forti nicht mehr in der Formel 1 an.
Guido Forti behauptete in der Folgezeit, er sei wieder oder weiterhin Eigentümer des Rennstalls, weil Shannon seiner Zahlungsverpflichtung nicht nachgekommen sei. Den folgenden Rechtsstreit verlor Forti in der ersten Instanz. In weiteren Instanzen wurde die Eigentümerstellung dagegen Guido Forti zugesprochen. Eine Neuauflage des Formel-1-Einsatzes ergab sich daraus nicht. Guido Forti erlitt im April 1997 einen Herzinfarkt.